# 五根松駅
五根松駅（ごこんしょうえき、中国語：五根松站、英語：Wugensong Station）は中国四川省成都市双流区梓州大路にある、成都地下鉄1号線支線の終着駅。

## 概要
この駅は梓州大路の地下にあり、2018年3月18日に開業した。駅名は、この駅がある地区の昔の地名『五根松』から名づけられた。駅の内装は川西平原の田園の美しい景色をモチーフにしている。

## 歴史
- 2018年3月18日 - 開業[1]。

## 駅構造
島式ホーム1面2線の地下駅。
| 地上      |                 | 出入口                                |  |
| 地下 一階 | 駅ロビー        | 安全検査、券売機、駅売店              |  |
| 地下 二階 |                 | ■1号線支線 韋家碾方面 （次の駅:広都） |  |
| 地下 二階 | 島式ホーム      |                                       |  |
| 地下 二階 | ■1号線支線 終点 |                                       |  |

## 出入口
出入口は4つある。
|                                               |      |          |                          |
| 出入口番号                                    | 設備 | 場所     | 出入口付近               |
| 出口 · A                                      |      | 梓州大道 | 南新逸苑                 |
| 出口 · B                                      |      | 梓州大道 | 怡馨家園、万科・海悦匯城 |
| 出口 · C                                      |      | 梓州大道 | 騰翼足球公園             |
| 出口 · D                                      |      | 梓州大道 | 新一代信息技術孵化園     |
| 注： エレベーター \| 車椅子の昇降台 \| トイレ |      |          |                          |

## 隣の駅
成都地下鉄
■1号線支線
広都駅 - 五根松駅